# Desmond Dekker
Desmond Dekker, właściwie Desmond Adolphus Dacres (ur. 16 lipca 1941, zm. 25 maja 2006) – jamajski piosenkarz muzyki reggae, rocksteady i ska, uważany za jednego z prekursorów early reggae w Wielkiej Brytanii, gdzie został doceniony przez tamtejsze środowisko skinheadów.
Jego piosenka „The Isrealites”, którą nagrał razem ze swoim zespołem The Aces, stała się pierwszą piosenką reggae na szczycie brytyjskiej listy przebojów (zajmując pierwsze miejsce w 1967 roku), była też pierwszą piosenką reggae zauważoną w USA (gdzie zajęła 10. miejsce). Swoje sukcesy Dekker zawdzięczał m.in. współpracy z producentem Leslie Kongiem, po którego śmierci w 1971 roku nie udało mu się powtórzyć swoich sukcesów.
Inne znane utwory Dekkera, pojawiające się często na licznych składankach, to m.in. „007 (Shanty Town)”, „You Can Get It If You Really Want” oraz „It Mek”